# آکاری هایامی
آکاری هایامی (انگلیسی: Akari Hayami؛ زادهٔ ۱۷ مارس ۱۹۹۵) موسیقی‌دان اهل ژاپن است.